# Mitsuoka

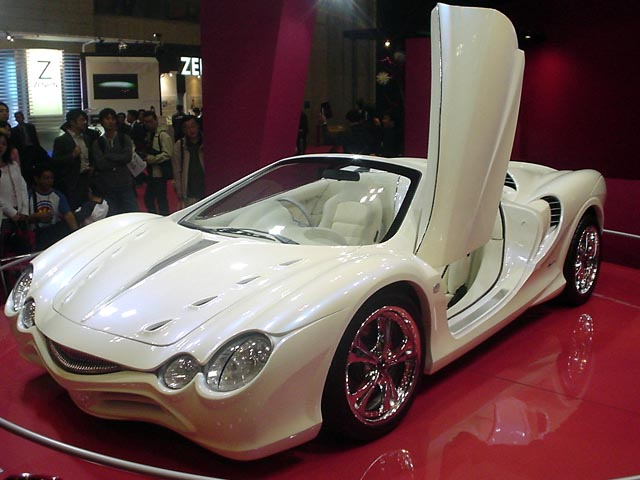
Mitsuoka Orochi Nude-Top Roadstar (2005)

Mitsuoka (Japans: 光岡自動車 Mitsuoka Jidōsha) is een Japans automerk opgericht in 1982. Mitsuoka maakt sportwagens en berlines, maar ook carrosserieën op basis van bestaande modellen van andere fabrikanten. Modellen van Mitsuoka zijn onder andere Zero (replica van de Lotus Seven), Yuga, Viewt en Orochi.
De Mitsuoka wordt niet uitgevoerd naar Europa.